# Villagers of Ioannina City
Villagers of Ioannina City – grecki zespół rockowy założony w mieście Janina (w gr. transkrypcji Joanina), od której pochodzi jego nazwa.
Jego muzyka klasyfikowana jest jako stoner rock, z elementami rocka progresywnego, folk rocka i post rocka, przy czym sam zespół określa się jako heavy rock. Zespół łączy brzmienie nisko strojonych gitar z nietypowym instrumentarium takim jak dudy, kaval, klarnet czy didjeridoo. Muzycy podkreślają wpływ rodzinnego miasta i regionu Epiru na swoją twórczość.
Villagers of Ioannina City powstał we wczesnych latach 2000, dopiero po 2008 zaczął korzystać również z tradycyjnych instrumentów. Pierwsze nagrania zespołu (płyta promocyjna z 2010) przeszły niezauważone, natomiast nagrania z debiutanckiej płyty Riza z 2014 zdobyły popularność w internecie. Początkowo grupa mieszała teksty po grecku i angielsku, jednak z rosnącą popularnością na koncepcyjnej płycie Age of Aquarius dominowały już teksty w języku angielskim.
W 2022 zespół trzykrotnie wystąpił w Polsce.

## Skład
- Akis Zois – gitara basowa[5]
- Alex Karametis – gitara, śpiew
- Aris Giannopoulos – perkusja
- Konstantis Pistiolis – klarnet, kaval, śpiew
- Kostas – dudy, instrumenty dęte

## Dyskografia
- Riza (2014)
- Zvara/Karakolia (2014; EP)
- Age of Aquarius (2019)